# Marea Humana
Human Flow (también conocida como Marea humana) es una película-documental estadounidense dirigida por Ai Weiwei y escrita por Boris Cheshirkov, Tim Finch, Chin-Chin Yap. Fue lanzada el 13 de octubre de 2017 y trata la crisis de los refugiados de todo el mundo.

## Argumento
Más de 65 millones de personas en todo el mundo han tenido que abandonar sus hogares para escapar del hambre, el cambio climático y la guerra en el mayor desplazamiento humano desde la Segunda Guerra Mundial. Un viaje dirigido por Ai Weiwei en el que muestra una poderosa expresión visual de esta migración humana masiva. Rodado en el transcurso de un año y lleno de acontecimientos en 23 países, la película sigue una cadena de historias humanas en busca de una nueva vida, que no saben ni cómo ni dónde comenzará. El documental aclara tanto la escala asombrosa de la crisis de los refugiados, como su impacto humano profundamente personal. 
“I want the right of life, of the leopard at the spring, of the seed splitting open -- I want the right of the first man” (Quiero el derecho de la vida, del leopardo en la primavera, de la semilla abriéndose - quiero el derecho del primer hombre) 

## Reparto
- Ai Weiwei
- Hanan Ashrawi
- Boris Cheshirkov
- Israa Abboud
- Maya Ameratunga
- Hiba Abed
- Tanya Chapuisat
- Asmaa Al-Bahiyya
- Amir
- Fadi Abou Akleh

## Banda sonora
Karsten Fundal es el compositor de banda sonora de la película. Para él ningún estilo de música es preferible a otro; le interesa el concepto fundamental de la música, que puede dar como resultado casi cualquier cosa en términos estilísticos. El punto crucial para él es que el compositor se mantenga fiel a sus ideas.
Fundal nació en 1966 en Valby, Dinamarca, y estudió composición con Hans Abrahamsen y continuó estudiando durante dos años en Holanda con Louis Andriessen.
Sus obras principales incluyen principalmente música de cámara y piezas de orquesta, entre ellas la exitosa Ballad (1988) y el concierto de piano clasicista Liquid Motion (1993). Entre las obras más grandes se encuentran el concierto de percusión, Ritornelli in contrario (1997), las grandes piezas orquestales Hush (2003-2004) y Entropia (1997-2001), esta última una representación de la creación del universo, y la instalación orquestal Liquid Rooms (2013).
Además de sus trabajos para la sala de conciertos, ha escrito y arreglado música para varias películas danesas e internacionales, como Flame y Citron, y ha colaborado con destacados artistas pop daneses. Recibió el Premio Wilhelm Hansen Composer en 1994 y el Premio de la Sociedad de Compositores Daneses en 1995.

## Recepción de la crítica
Una de las críticas que tiene la película es que ha sido calificada como campaña promocional hacia el mismo autor, dejando atrás la importancia de los protagonistas esenciales de esta historia. Los refugiados. En cambio, el público, lo ve de manera completamente distinto, dice que muestra de manera muy humilde el dolor y la esperanza de todas esas personas que sufren cada día situaciones completamente inhumanas.

## Premios
| Año  | Categoría                                | Lugar                         | Resultado |
| ---- | ---------------------------------------- | ----------------------------- | --------- |
| 2017 | Sección oficial largometrajes a concurso | Festival de Venecia           | Ganadores |
| 2017 | Nominado a mejor documental              | Satellite Awards              | Nominado  |
| 2017 | Estreno mundial                          | Festival de cine de Telluride | Gandores  |

## Taquilla
La primera semana en Estados Unidos recaudó un total de 45.677 dólares con un lanzamiento limitado, el 15 de octubre de 2017. El bruto recaudado hasta el día 21 de diciembre de 2017 sumaba un total de 527.845 dólares.